# Hermann Emminghaus
Hermann Emminghaus (Weimar, 20 maggio 1845 – Friburgo in Brisgovia, 17 febbraio 1904) è stato uno psichiatra tedesco, pioniere nel campo della psicologia infantile e adolescenziale, e fondatore della psicopatologia dello sviluppo.

## Biografia
Studiò medicina presso le università di Gottinga e Jena, ottenendo il dottorato di medicina nel 1869. Successivamente fu assistente di Carl Gerhardt (1833-1902), e direttore della clinica medica di Jena. Dal 1874 al 1880 lavorò presso l'Università di Würzburg, in veste di assistente per il farmacologo Franz von Rinecker (1811-1883).
Nel 1880 Emminghaus acquisì una cattedra presso l'Università di Dorpat. Quando lasciò Dorpat nel 1886, la sua posizione fu riempita da Emil Kraepelin (1856-1926). Nel 1886 Emminghaus diventò professore di psichiatria presso l'Università di Friburgo, dove istituì un nuovo regime per curare i pazienti con disturbi mentali.
La sua opera più prolifica è un libro sulla psicopatologia generale intitolata Allgemeine Psychopathologie zur Einführung in das Studium der Geistesstörungen e un'altra sulla malattia mentale infantile intitolata Die psychischen Störungen des Kindesalters. Dal 1984 vi è un premio chiamato "Hermann Emminghaus" che viene assegnato ogni due anni per insignire i lavori scientifici svoltasi nei settori della psichiatria infantile e adolescenziale.

## Opere
- Über hysterisches Irresein: Ein Beitrag zur Pathogenese der Geisteskrankheiten,1870.
- Allgemeine Psychopathologie zur Einführung in das Studium der Geistesstörungen, 1878.
- Über den Werth des klinischen Unterrichts in der Psychiatrie, Dorpat 1881.
- Die psychischen Störungen des Kindesalters in: Gerhardt's "Handbuch der Kinderkrankheiten", Bd. VIII, Tubinga 1887.